# Carl Erdmann Heine
Ernst Carl Erdmann Heine (frecuentemente Carl Heine y también Karl Heine en combinaciones de nombres, * 10 de enero de 1819 en Leipzig; † 25 de agosto de 1888 en Schleußig) fue un terrateniente sajón, abogado, empresario y político liberal (Partido Progresista Alemán). Fue diputado en el Parlamento de Sajonia y en el Reichstag. Como pionero industrial, supervisó la construcción del actual Canal Karl-Heine y dejó una huella significativa en los barrios de la Inneren Westvorstadt y Plagwitz en Leipzig.

## Vida

### Origen, educación, familia

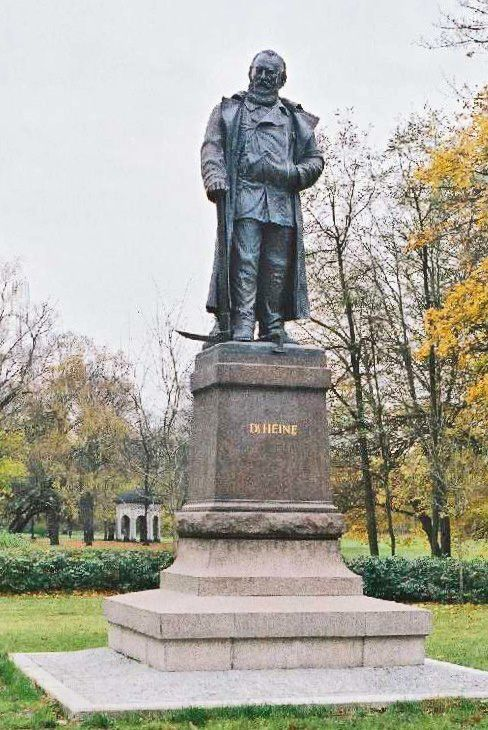
Monumento a Carl Heine en el Parque Clara Zetkin de Leipzig, junto al Puente Klinger

Carl Heine nació en 1819 como hijo del comerciante nativo de Brunswick y luego propietario de la finca Gundorf, Johann Carl Friedrich Heine (1771–1843), y su esposa Christiana Dorothea, nacida Reichel (1781–1857), en Leipzig. Su abuelo fue el comerciante de Leipzig Erdmann Traugott Reichel. Poco después de su nacimiento, Heine fue bautizado en la iglesia evangélico-luterana de Santo Tomás. Estudió de 1833 a 1837 en la Thomasschule zu Leipzig bajo los rectores Friedrich Wilhelm Ehrenfried Rost y Johann Gottfried Stallbaum.
Luego estudió Derecho en la Universidad de Leipzig, donde desde 1838 fue miembro de la fraternidad estudiantil Corps Saxonia Leipzig. También mostró interés en temas matemáticos y económicos. En 1842 obtuvo el título de Baccalaureus Juris.
En el mismo año de su graduación, se unió a la Guardia Comunal de Leipzig y alcanzó el rango de capitán.
En 1843, defendió su disertación (título: De principiis iuris in usu fluviorum adhibendis) sobre la utilización económica de los ríos y sus orillas según la ley territorial sajona, obteniendo el título de Doctor en Derecho bajo la supervisión del profesor Gustav Ludwig Theodor Marezoll (1794–1873). Luego estableció su práctica como abogado en Leipzig.
El 10 de septiembre del mismo año se casó en Leipzig con Doris Trinius (1824–1858), hija del comerciante leipziguense Bernhard Trinius. La pareja tuvo un hijo y dos hijas. Una de sus hijas, Eugenie, se casó con el gran comerciante Heinrich Georg Schomburgk (1843–1928), quien dirigió la Sociedad de Construcción del Westend de Leipzig de 1902 a 1928. La esposa de Heine, Doris, falleció en 1858. En 1868, se casó con Friederike Bamberg (1839–1919), hija de un maestro zapatero de Eckartsberga. En 1874, la pareja se mudó a la recién construida Villa Karl Heine en Neuschleußig (Villa Karl-Heine, Könneritzstraße 1), donde vivió hasta su muerte.
Carl Heine fue miembro de la logia masónica Apolo de Leipzig desde 1854. Mantuvo una amistad con el médico y político Ferdinand Goetz de Lindenau, quien publicó una biografía sobre él en 1897.

### Desarrollo de la Inneren Westvorstadt y Plagwitz

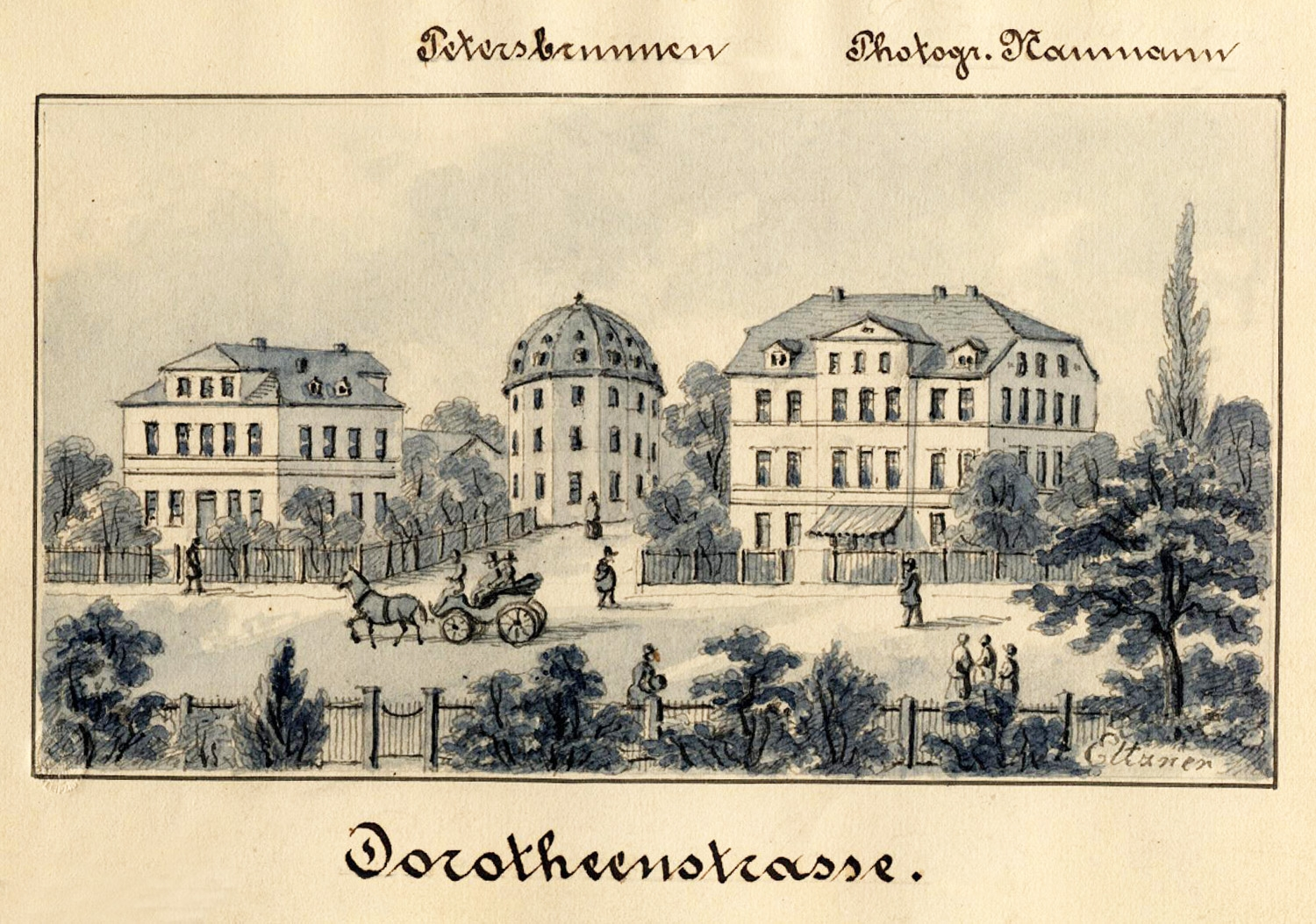
Calle Dorotheenstraße en Reichels Garten, alrededor de 1860

En 1842, su madre le otorgó un poder general para Reichels Garten (anteriormente Apels Garten). Después de la muerte de su abuelo Reichel, Carl Heine compró las partes restantes de la propiedad de los otros herederos, subdividiéndola y comenzando su desarrollo gradual a mediados del siglo XIX. Así se formó el "Kolonnadenviertel" de la actual Inneren Westvorstadt. Tras la muerte de su padre en 1843, heredó la finca Gundorf cerca de Leipzig. A partir de 1844, comenzó a drenar y desarrollar gradualmente las tierras pantanosas a lo largo del río Pleiße, construyendo edificios de alquiler aquí. Durante los años siguientes, promovió los planes de urbanización, desarrollo ferroviario y canalización en el área oeste de Leipzig. En 1854, Heine expandió su propiedad también hacia la comunidad de Plagwitz.
Aquí está la traducción al castellano:

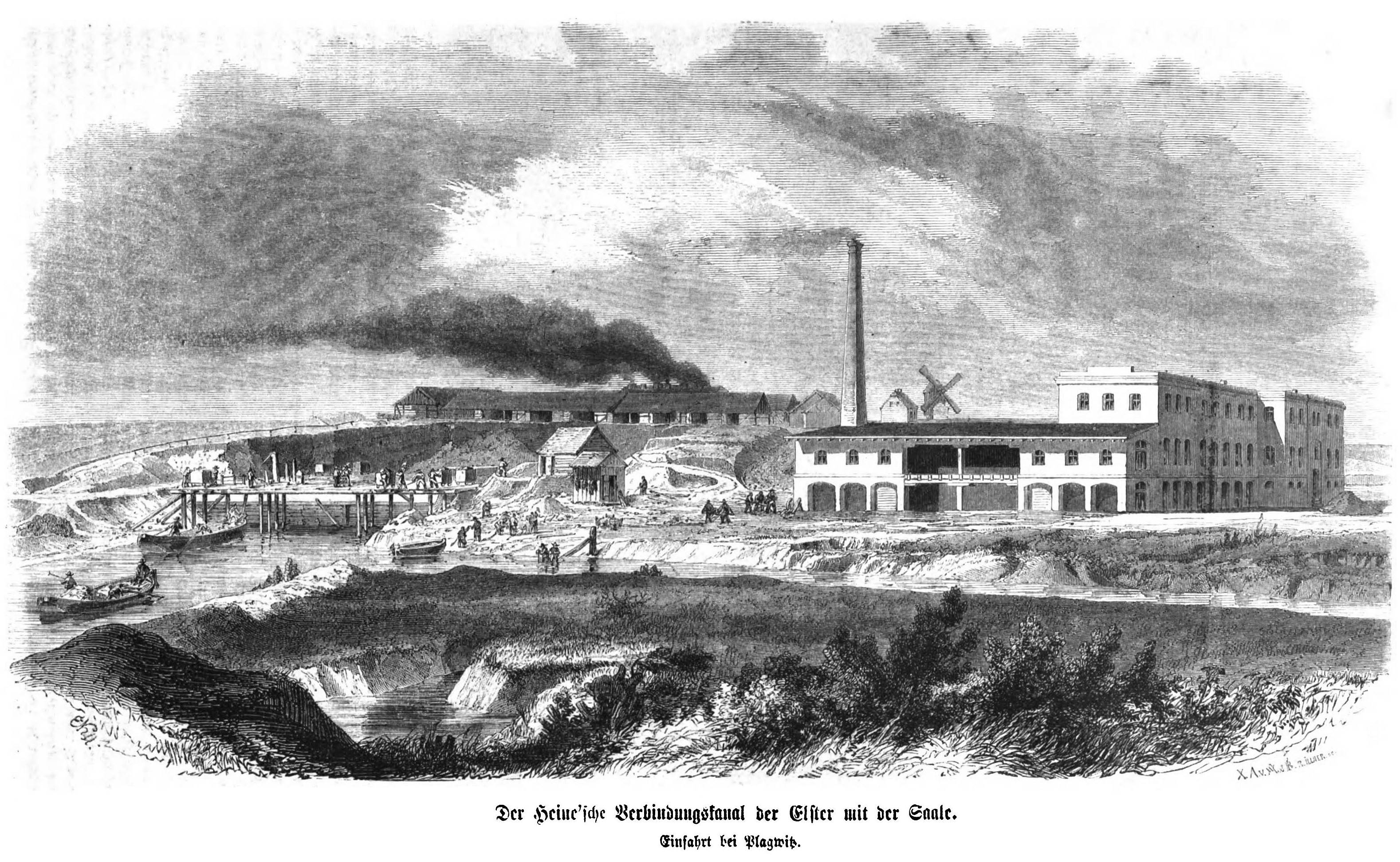
El canal de conexión Heine entre el Elster y el Saale. Entrada en Plagwitz. En Die Gartenlaube, 1856

En el año 1856, Carl Heine inició la construcción del primer tramo de un canal que conectaba navegables el río Weiße Elster con el Saale en Plagwitz, el cual hoy lleva su nombre (Canal Karl-Heine). Para el trabajo de excavación del canal, se drenó el área posteriormente conocida como Westvorstadt. Para transportar las enormes cantidades de tierra movida, utilizó carros de madera movidos a mano o por caballos sobre vías de ferrocarril de campo con una anchura de vía de 2½ pies sajones (798,5 mm). Los restos de este ferrocarril se conservan como Monumento Técnico "Alte Lindenauer Kiesbahn" y están protegidos por ley, siendo mantenidos por la Asociación Museumsfeldbahn Leipzig-Lindenau (MFLL) e.V.
Desde 1853, aprovechó el exceso de vapor de una gran lavandería para extraer aceites esenciales de semillas de hinojo, comino, menta y otras plantas cultivadas cerca de Leipzig. Para llevar a cabo más planes de urbanización e industrialización en Plagwitz, Carl Heine fundó una "Öconomie" en 1858. Al año siguiente, en 1859, fundó en Leipzig junto con Otto Steche, hermano del historiador de arte Richard Steche, la empresa Heine & Co., especializada en "destilación de aceites esenciales de plantas nativas (...) así como en la fabricación de esencias para la industria de licores y confitería". Se especializaron en la producción sintética de aceite de mostaza. En 1875, la empresa Heine & Co. realizó la transición de un trabajo empírico anterior a un enfoque científico más sistemático en su campo, logrando hacia finales de año la síntesis del aceite de mostaza. En los años siguientes, ampliaron su gama al dedicarse también a la destilación de drogas y maderas de ultramar, contribuyendo significativamente a la comprensión científica de la composición química de los aceites esenciales naturales. Esto incluyó avances exitosos en la producción sintética de fragancias como base para la industria de perfumería.
Para conectar la Westvorstadt con la comunidad de Plagwitz, Carl Heine construyó al sur, paralelamente a la antigua carretera de Leipzig a Lindenau, la Plagwitzer Straße (actualmente Käthe-Kollwitz-Straße) y, en contra de la oposición del Consejo de Leipzig, el Puente Plagwitz, que conectaba con la calle Leipzig en Plagwitz (actualmente Karl-Heine-Straße).
A partir de 1873, Heine estableció 37 conexiones industriales desde la estación de Zeitzer Bahnhof en Plagwitz, según un contrato de acceso ferroviario prusiano, y construyó tres puntos de carga públicos para empresas sin conexión ferroviaria. Estas conexiones y puntos de carga estaban conectados a la estación de Zeitzer Bahnhof mediante 15 vías industriales y de conexión. Con esto, creó las condiciones para la reubicación de industrias que podían calcular con costos de transporte más bajos debido a su conexión ferroviaria directa, permitiéndoles así producir más económicamente.
En 1876, se aprobó un plan de urbanización que incluía la parte norte de Schleußig perteneciente a Carl Heine (llamada "Neuschleußig"), hasta entonces compuesta por praderas y campos, que estaba destinada a ser urbanizada conjuntamente con la finca Schleußig aún mayoritariamente sin construir, propiedad de Bernhard Hüffer.
El 24 de mayo de 1888, Heine fundó la Leipziger Westend-Baugesellschaft AG, en la que aportó su propiedad (Öconomie), continuando con éxito sus proyectos incluso después de su fallecimiento.

## Política
Desde 1870 hasta su muerte, Carl Heine fue miembro de la Segunda Cámara del Sächsischer Landtag (Parlamento de Sajonia). Se postuló como candidato por el distrito electoral rural número 23 para el Partido del Progreso desde 1869 hasta 1881, año en que perdió contra el socialdemócrata August Bebel. Después, se presentó como conservador en el distrito electoral urbano número 3, compitiendo finalmente en 1887 contra Wilhelm Liebknecht. Se dedicó intensamente a la cuestión social, lo cual fue altamente valorado por Liebknecht. En 1878 rechazó las leyes antisocialistas del Reichstag. Además, fue un defensor del impuesto sobre el patrimonio.
Durante la segunda legislatura de 1874 a 1877, fue diputado al Reichstag por el Partido del Progreso Alemán en el distrito electoral número 13 de Sajonia. La mayoría de los miembros eran artesanos, comerciantes, propietarios de fincas y fabricantes. Inicialmente, el socialdemócrata Johann Jacoby ganó la mayoría de los votos, pero no aceptó el cargo. En una segunda votación, Heine logró imponerse al candidato socialdemócrata Wilhelm Bracke con los votos de los nacionales liberales y conservadores. En 1874 votó en contra de la Ley de Vacunación. Asimismo, se opuso a la Ley de Banco Imperial de 1875 desde una perspectiva económica. Sus candidaturas en 1878 y 1884 fueron infructuosas. Además, fue miembro del Consejo Municipal de Leipzig.

## Fallecimiento
Poco antes de su muerte, expresó su influencia más notable:
Falleció el 25 de agosto de 1888 a la edad de 69 años en Leipzig y fue enterrado en la tumba familiar de la familia Heine en la sección II (número 88) del Neuer Johannisfriedhof. También descansan allí sus padres y sus dos esposas.

## Legado y honores
Bajo la dirección de Otto Steche, sus hijos y su cuñado Thomas Habenicht, la empresa Heine & Co. continuó desarrollándose exitosamente incluso después del cambio de siglo. En 1911, se convirtió en una sociedad anónima y se transformó en una empresa mundial estable.
La ciudad de Leipzig honró a Carl Heine en 1897 con un monumento. Este fue fundido durante la Segunda Guerra Mundial y el metal fue utilizado para la producción de armamentos. En 2001, se erigió un nuevo monumento.
Varias calles y una plaza llevan el nombre de Heine (incluyendo la Erdmannstraße en 1891, la Karl-Heine-Straße en 1904 y el Karl-Heine-Platz). Además, el Karl-Heine-Kanal en Leipzig lleva su nombre, originalmente un proyecto de Heine.
En 2003, una escuela profesional en Leipzig recibió el nombre de Karl-Heine-Schule (anteriormente BSZ 3 para la construcción de metal). Se encuentra en la parte de la calle Merseburger Straße, que fue renombrada como Heinestraße de 1877 a 1893 en su honor.
Desde 2018, se otorga anualmente el Premio Karl-Heine, promoviendo proyectos significativos de la industria, especialmente de la cultura industrial, que revitalizan el área. En 2020, el premio fue otorgado a Ludwig Koehne de las Kirow-Werke por implementar el diseño de Oscar Niemeyer, una esfera de concreto y vidrio en Niemeyerstraße 2-5, para uso como café y restaurante.

## Literatura
- Ferdinand Goetz: *Dr. Carl Erdmann Heine. Sein Leben und Schaffen.* Polz, Leipzig 1897.
- Ulrich Krüger: *Carl Heine. Der Mann der Leipzig zur Industriestadt machte.* Sutton Verlag, Erfurt 2008.
- Ulrich Krüger: *Die Mühsal mit der Obrigkeit. Karl Heine, der sächsische Staat und die Behörden 1850–1870.* En: Ulrich Heß, Michael Schäfer (Eds.): *Unternehmer in Sachsen. Aufstieg – Krise – Untergang – Neubeginn.* Leipziger Universitätsverlag, Leipzig 1998.